# Domagović
Domagović falu Horvátországban Zágráb megyében. Közigazgatásilag Jasztrebarszkához tartozik.

## Fekvése
Zágrábtól 34 km-re délnyugatra, községközpontjától 5 km-re délre, az A1-es autópálya és a Zágráb-Rijeka vasútvonal között fekszik.

## Története

### Domagović a 14–15. században
A falu első ismert birtokosa a 13. század végén és a 14. század elején élt zágrábi várjobbágy Radomir volt. Fia Radin, mivel Mikcs bán oldalán kitüntette magát a lázadó Babonicsok elleni harcokban 1327-ben Károly Róberttől nemességet kapott, egyúttal őt és utódait, Domagović népét felszabadította a Zágráb városa felé tett mindennemű szolgálat alól és a királyi szerviensek közé emelte. Ezt az adományozást 1384-ben Mária királynő is megerősítette. A 14. század második felére Domagović nemesei nagyon megsokasodtak és a falun kívül a Kulpa menti Orlicán is szereztek birtokokat. A báni helynök indítványára 1367-ben a zágrábi káptalan írásba foglalta a domagovići nemesek birtokait, melyek ekkorra három birtoktestet képeztek. 1368-ban Radoslav fia Ivčec elcserélte molunjei és domagovići birtokát a túrmezei Ivan fia Mihály mester trnoveci birtokára, megalapozva ezzel a domagovićiak túrmezei birtoklását. 1405-ben Luxemburgi Zsigmond király elrendeli a zágrábi káptalannál a domagovići birtokok határainak leírását és hogy ezekbe a domagovići nemeseket tulajdonosként vezesse be. 1416-ban Zsigmond újra megerősíti az 1327-es királyi adománylevelet. 1419-ben viszály robbant ki Domagović, valamint Cvetković és Draganić között az erdők birtoklása kérdésében, mely per végül a domogovićiak javára dőlt el. 1422-ben Verőcén kelt adománylevelében a király megerősíti Radin unokáját Mártont és utódait domagovići, gornja és donja malunjai és novaki birtokaiban. 1468-ból ismert a falu első bírája Matija Borković.

### 16. század
1519-ben A Petők elcserélték jaskai és lipovaci uradalmukat Erdődy Bakócz Tamás érsek, valamint Erdődy Bálint fiainak magyarországi birtokaival, így az Erdődyek Domagović közvetlen szomszédai lettek. Ezt követően a domagovićiak és az Erdődyek állandó harcban álltak egyes birtokaik hovatartozását illetően. Miután a cvetkovićiak és a draganićiak száz év múltán sem nyugodtak bele az 1419-ben indult per ítéletébe 1531-ben Erdődy Péter megkísérelte nemesi bíróság előtt dűlőre vinni az ügyet. A bíróság újra elvetette a cvetkovićiak és a draganićiak érveit és a kérdéses erdőket újra Domagovićnak ítélte. Végül 1543-ban a bíróság elismerte a cvetkovićiak és draganićiak jogait a kérdéses erdőkre és ennek megfelelően erősítette meg a birtokok határait. 1554-ben az Erdődyekkel is megkezdődött a birtokviszály. Erdődy Péter ugyanis a Zrínyi Miklóstól kapott 3100 forinttal zálog alá vett domagovići, desineci birtokokat és még néhány más birtokot. A zálog nem tartott sokáig. 1559-ben Erdődy erőszakkal ragadott el egyes domagovići földeket, név szerint Početnicát, Policát és Kotot, de a domagovićiak élükön Nikola Belić-csel és Luka Kleminić-csel ellenálltak. 1572-ben I. Miksa megerősítette a domagovićiakat ősi jogaikban és birtokaikban. Erdődy Tamás azonban hűségesen követte apja Péter nyomdokait, aki nemcsak a nemesek földjeire vetett szemet, hanem szabadságjogaik és kiváltságaik megszüntetésére is törekedett. Bizonyítékokat és nagy számú tanút gyűjtött össze annak igazolására, hogy a domagovićiak mindig Jaska városának alattvalói és adófizetői voltak. A domagovićiak azonban ezúttal is törvényes úton védték meg magukat és a jogban kerestek védelmet. Az 1579-ben Velika Goricán megtartott tárgyaláson a káptalan képviselőjének 89 tanú jelentette ki egybehangzóan, hogy a domagovićiak sohasem fizettek adót, nemhogy Jaska és Lipovac jobbágyai lettek volna, mi több mindig is nemesi jogaik voltak. Amikor 1598 telén befagyott a Kulpa megnőtt a veszélye, hogy a boszniai pasa feldúlja a Száváig terjedő területet. Ezért a szábor elrendelte, hogy a nemesi bandériumba a domagovići és cvetkovići nemesek 50 katonát állítsanak ki.

### 17. század
Lakói nemcsak a jaskai uradalom, hanem az újonnan épített károlyvárosi erőd katonáinak erőszakoskodásaitól is sokat szenvedtek. Már 1603-ban panaszkodtak a domagovićiak a károlyvárosi katonák erőszakoskodásai miatt, akik még a falu közepén sem átallottak magukkal vinni amit csak tudtak. Gyakran betörtek a házakba is és elvittek mindent amit találtak, még a marhákat is elkötötték. A falubeliek hiába tiltakoztak egészek addig amíg földijük Borkovics Márton 1667-ben zágrábi püspök nem lett és személyes segítséget nem nyújtott. Amikor Borkovics 1685-ben Károlyvárosban tartózkodott a domagovićiak panaszlevelet küldtek neki, melyet a püspök átadott Herberstein generálisnak aki meghallgatva a püspök szavait utasította tisztjeit, hogy a jövőben tartózkodjanak a falu zaklatásától. Közben a domagovićiak kiváltságait már 1629-ben újra megerősítette II. Ferdinánd király, majd később Lipót király is. Továbbra is folytatódtak azonban az Erdődyek birtokháborításai. 1678-ban Erdődy Miklós utasította szolgáit, hogy disznóit a domagovićiak erdejében makkoltassa. A következő évben a gróf felfegyverzett emberei több szekér fát vittek el az erdőből. Amikor a domagovićiak ellenálltak agyonveréssel fenyegették őket. Nem jártak jobban Erdődy Lászlóval sem. A 17. század végén kisebb összetűzés volt a draganićiakkal is, mert azok a Kupčina pataknak három helyen is a domagovićiak erdeje felé emeltek töltést és az áradó víz nagy károkat okozott azok erdeiben és kaszálóiban. A nézeteltérés nem tartott sokáig, mert a draganićiak gyorsan visszaépítették a töltést ezeken a helyeken.

### 18. század
Az ezt követő időszak egészan 1745-ig békében telt, ekkor azonban újra felmerült, hogy a domagovićiaknak adót kellene fizetni. A kérdés a szábor elé került, ahol a nemesek képviselői bemutatták Lipót királynak a Károly Róbert által adományozott kiváltságokat megerősítő oklevelét, így a szábor törvényre emelte a Borković, Jurgaš, Fabianić, Klemenić, Ljubetić és Jurašin családok nemesi kiváltságait. A nemességnek a szábor általi 1751-ben történt elismerése nemcsak az adózás, hanem a vármegye ispánja által elrendelt, a károlyvárosi híd építésében való közmunka alól is mentesítette az ittenieket. Emellett azonban ha lehetőségük volt mégis részt vettek a közcélok érdekében végzett feladatok teljesítésében, így például 1789-ben kilenc és fél véka gabonát adtak a károlyvárosi nagyraktárnak. Ugyanebben az évben a draganićiakkal együtt részt vettek a Kupčina szabályozásában és árvízvédelmi munkáiban.

### 19. század
A 19. század elején a falu is francia uralom alá került, ez azonban nemesi kiváltságaikat nem érintette.
Az 1848-as magyar forradalom egyik vívmánya alapján a horvát szábor is kinyilvánította a jobbágyság megszüntetését. A domagovićiak 1848. június 2-án Cvetković, Draganić és Petrovina nemesi közösségeivel együtt Jasztrebaszkai gyűlésükön megválasztották két küldöttüket a horvát száborba. A falunak 1857-ben 459 lakosa volt. A település fejlődésén nagyot lendített a Zágráb és Károlyváros közötti vasútvonal megépítése. Az első vonat 1865. június 1-jén gördült át a településen, de vasúti megállóhelyet csak 1930-ban kapott. Az alapiskola után 1884-ben megépült a malom is. 1891-ben 80 házban 631 lakos élt a településen. Az önkéntes tűzoltóegyletet 1895-ben alapították meg. 1910-ben 486 lakosa volt. Trianon előtt Zágráb vármegye Jaskai járásához tartozott. 2001-ben 502 lakosa volt.

## Lakosság
| Lakosság változása | Lakosság változása | Lakosság változása | Lakosság változása | Lakosság változása | Lakosság változása | Lakosság változása | Lakosság változása | Lakosság változása | Lakosság változása | Lakosság változása | Lakosság változása | Lakosság változása | Lakosság változása | Lakosság változása |
| ------------------ | ------------------ | ------------------ | ------------------ | ------------------ | ------------------ | ------------------ | ------------------ | ------------------ | ------------------ | ------------------ | ------------------ | ------------------ | ------------------ | ------------------ |
| 1857               | 1869               | 1880               | 1890               | 1900               | 1910               | 1921               | 1931               | 1948               | 1953               | 1961               | 1971               | 1981               | 1991               | 2001               |
| 459                | 556                | 514                | 600                | 503                | 486                | 456                | 438                | 450                | 468                | 546                | 508                | 471                | 433                | 502                |

## Nevezetességei
- Alexandriai Szent Katalin tiszteletére szentelt kápolnáját[3] 1864-ben építették az azonos titulusú korábbi fakápolna helyett, mely a falun kívül a temetőben állt. Legnagyobb művészeti értéke a főoltár, melyet 1686-ban adományozott a falunak a helyi születésű Borkovics Márton püspök és amelyet az oltáron található felirat is megerősít. A domagovići oltár Északnyugat-Horvátország egyik legszebb 17. századi manierista oltára. Az oltár szobrai a 17. századi népi szobrászat hagyományos alkotásai, melyek mellett az oltár értékét a gazdagon aranyozott növényi ornamentika és díszítő motívumok adják. A kápolnában még két, a 20. század elején készített mellékoltár is áll, melyeket Szent Rókus és Szent Flórián tiszteletére szenteltek. Itt van eltemetve Dr. Janko Borković (1876 – 1935) a római Szent Jeromos horvát templom egykori rektora, aki sziszeki plébánosként hunyt el. Innen származik egy értékes a 17. század végéről származó damaszt selyemből készített miseruha, fehérrel átszőtt szűkebb és szélesebb rózsaszín, zöld és kék pasztellszínű merőleges sávokból, stilizált gránátalma, szegfű és palmettás bordűr szegély díszítéssel. A miseruhát ma a jasztrebarszkai városi múzeum őrzi.

- A falu másik nevezetessége az 1884-ben épített malom, melynek a helyén régebben is egy fából épített vízimalom állt. A Volavčica patakon álló malmot a nemesi közösség építtette és közösségi tulajdonban volt. Nagy őrlőkő őrölte benne a búzát lisztté. Ez volt a falu első falazott, tehát nem fából épített közösségi épülete. A falu vezetésének javaslatára 1923-ban a malmot elektromos áram termelésre is átállították, így Zágráb és Károlyváros között Domagović volt ez első hely, ahol elektromos áramot használtak. 35 kilowattos turbinája nemcsak a falu, hanem a tágabb környék házait is ellátta elektromos árammal. 1953-tól a malmot a helyi földműves szövetkezet üzemeltette. 1954-ben nagy felújításon esett át, az után egészen az 1960-as évekig a legmodernebb malom volt Zágráb és Károlyváros között. Ezután azonban egyre inkább elhanyagolták és kisebb kapacitással üzemelt egészen 1971-ig, amikor működtetését beszüntették.

## Híres emberek
Itt született 1597-ben Borkovics Márton (Martin Borković) zágrábi püspök, később kalocsai érsek.